# Edward John Gregory
Edward John Gregory (ur. 19 kwietnia 1850 w Southampton, zm. 22 czerwca 1909 w Marlow) – angielski malarz i ilustrator.

## Życiorys
W wieku 15 lat rozpoczął pracę w biurze projektowym, z czasem jednak zdecydował się zostać malarzem. Został uczniem Huberta von Herkomera. W 1869 roku przybył do Londynu, gdzie kontynuował karierę ilustratora oraz malarza – uprawiając zarówno malarstwo olejne, jak i akwarelę. W 1882 roku przebywał we Włoszech. Doceniany przez współczesnych, wielokrotnie nagradzany, w 1879 roku został członkiem stowarzyszonym Royal Academy of Arts, a jej pełnoprawnym członkiem – w 1898 roku. Był też członkiem Royal Institute of Painters in Water Colours, a od 1898 roku jego przewodniczącym.
Jego prace charakteryzowały się świetną techniką. Uważany jest za znakomitego kronikarza codziennego życia w epoce wiktoriańskiej – koncentrował się na wyglądzie zewnętrznym, nie na psychologii. Wiele z jego akwareli przedstawiało sceny związane z wycieczkami łodziami po rzekach (moda na nie nastała w latach 70. XIX w.) – tego tematu dotyczy też jego najbardziej znane dzieło, Boulter's Lock Sunday Afternoon.

## Galeria

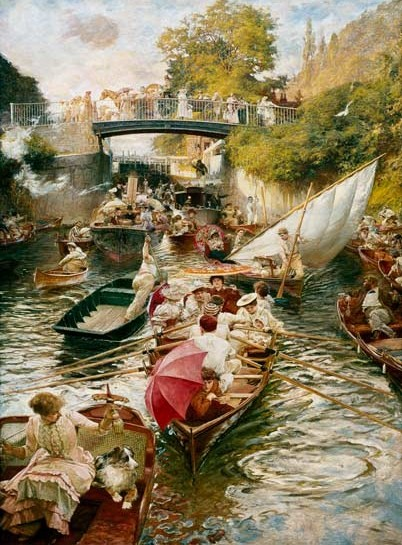
Boulter's Lock Sunday Afternoon, ok. 1885 – w łodzi po prawej stronie brodata postać samego Gregory'ego
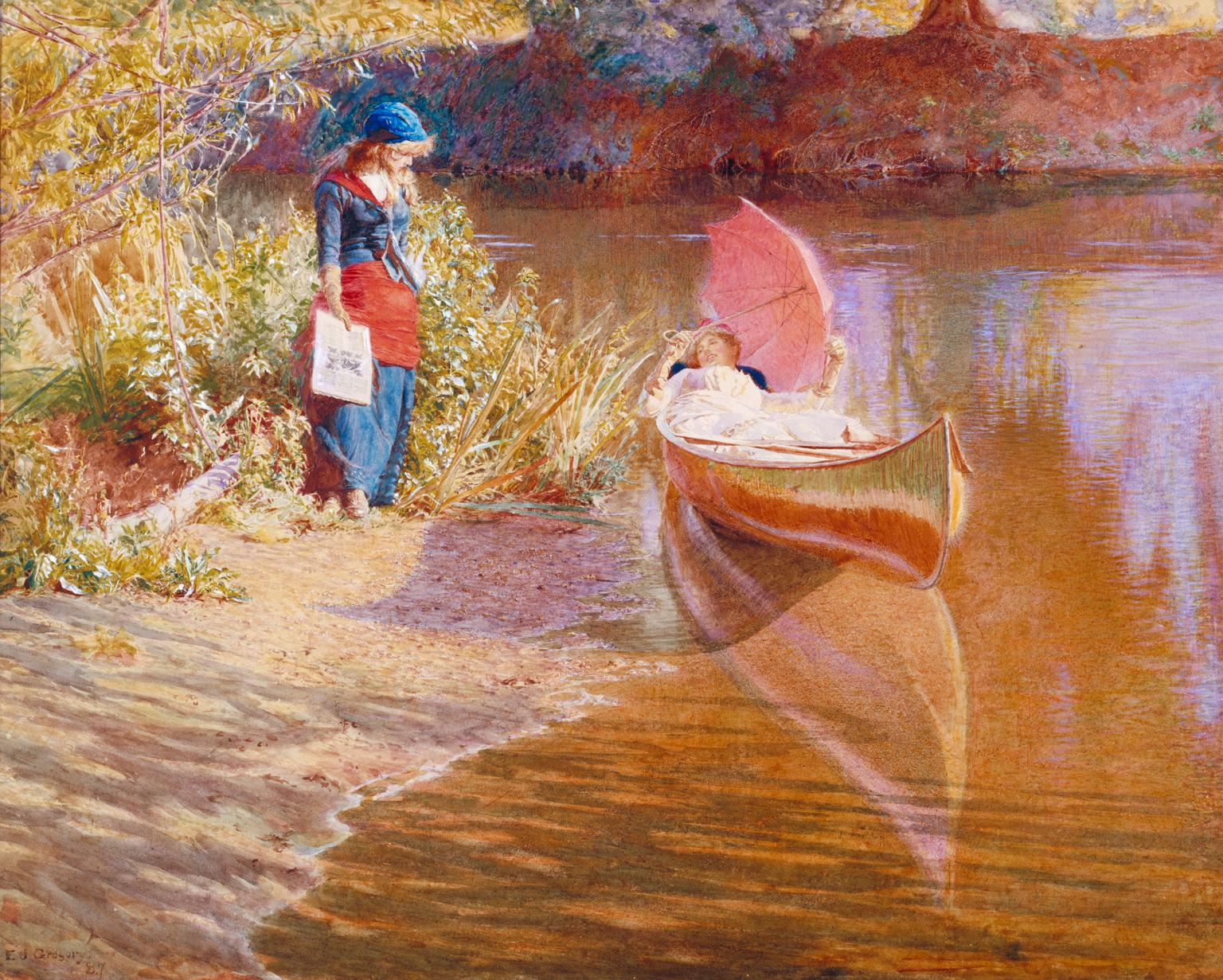
Marooning, 1887